# Gerhard Fischer
Gerhard Fischer –conocido como Bibo Fischer– fue un deportista alemán que compitió en bobsleigh en las modalidades doble y cuádruple. Ganó cinco medallas en el Campeonato Mundial de Bobsleigh entre los años 1931 y 1939.

## Palmarés internacional
| Campeonato Mundial | Campeonato Mundial                | Campeonato Mundial | Campeonato Mundial |
| Año                | Lugar                             | Medalla            | Prueba             |
| ------------------ | --------------------------------- | ------------------ | ------------------ |
| 1931               | Oberhof (Alemania)                | Medalla de plata   | Doble              |
| 1937               | Sankt Moritz (Suiza)              | Medalla de plata   | Cuádruple          |
| 1938               | Sankt Moritz (Suiza)              | Medalla de oro     | Doble              |
| 1938               | Garmisch-Partenkirchen (Alemania) | Medalla de bronce  | Cuádruple          |
| 1939               | Sankt Moritz (Suiza)              | Medalla de plata   | Doble              |